# Josep Sanz Quintana
Josep Sanz Quintana (Barcelona, 1977) és un compositor català, deixeble d'Albert Sardà, Francesc Llongueras i Agustí Charles i Manuel Hidalgo, entre d'altres durant els seus estudis a Catalunya Posteriorment va estudiar composició a Suttgart. Altres mestres seus han estat Helmut Lachenmann Walter Zimmermann. A Stuttgart també es va interessar per la música electrònica.
Va ser un dels compositors que van representar la cultura catalana a la Fira del Llibre de Frankfurt de 2007, any en què la cultura catalana va ser convidada d'honor.
Després d'haver treballat al Conservatori Superior de Música d'Aragó i al Conservatori Superior de Música Joaquín Rodrigo, de València, des de 2018 treballa al Conservatori Superior de Música Salvador Seguí de Castelló, on dirigeix el Departament de Composició.
Sanz Quintana va participar en el projecte Mediterranean Voices, una òpera–vídeo-instal·lació en què van col·laborar dotze artistes de diversos països de la Mediterrània. Va ser una producció de Musik der Jahrhunderte Stuttgart, que es va estrenar a la ciutat de Stuttgart el febrer de 2014 i després va presentar-se en altres ciutats de països de la Mediterrània, entre les quals, Madrid, on es va presentar al Teatro de la Zarzuela el maig de 2014. Sanz Quintana va denominar la seva obra IRR_Study#2. El títol fa referència a tres característiques que ell pensa que ha de tenir la música: ha de ser irregular, irracional, irreverent i irritant.
El 2021 va participar, amb altres compositors vinculats amb la música contemporània centro-europea, en el projecte «Barcelona Creació Sonora», impulsat per l'Institut de Cultura de Barcelona (ICUB).

## Mèrits i reconeixements
El 2003 va rebre una beca de la Fundació Alexander von Humboldt. El 2005 va rebre el 4t Premi internacional Joan Guinjoan a joves compositors per la seva obra Musik nach Janequin. El 2010 va ser artista en residència de l'Akademie Schloss Solitude, que ofereix estades a artistes transdisciplinaris. El 2022 va rebre una beca «de recerca i innovació» del Departament de Cultura de la Generalitat de Catalunya per al seu projecte Ad Hominem.